# Liste von Persönlichkeiten der Stadt Oklahoma City
Dieser Artikel stellt eine chronologisch sortierte Liste von Persönlichkeiten der Stadt Oklahoma City dar.

## In Oklahoma City geborene Persönlichkeiten

### 20. Jahrhundert
- Bill Maxwell (* 20. Jahrhundert), Schlagzeuger und Musikproduzent
- Maurice Spears (* 20. Jahrhundert), Posaunist, Musikpädagoge und Kopist

#### 1901–1920

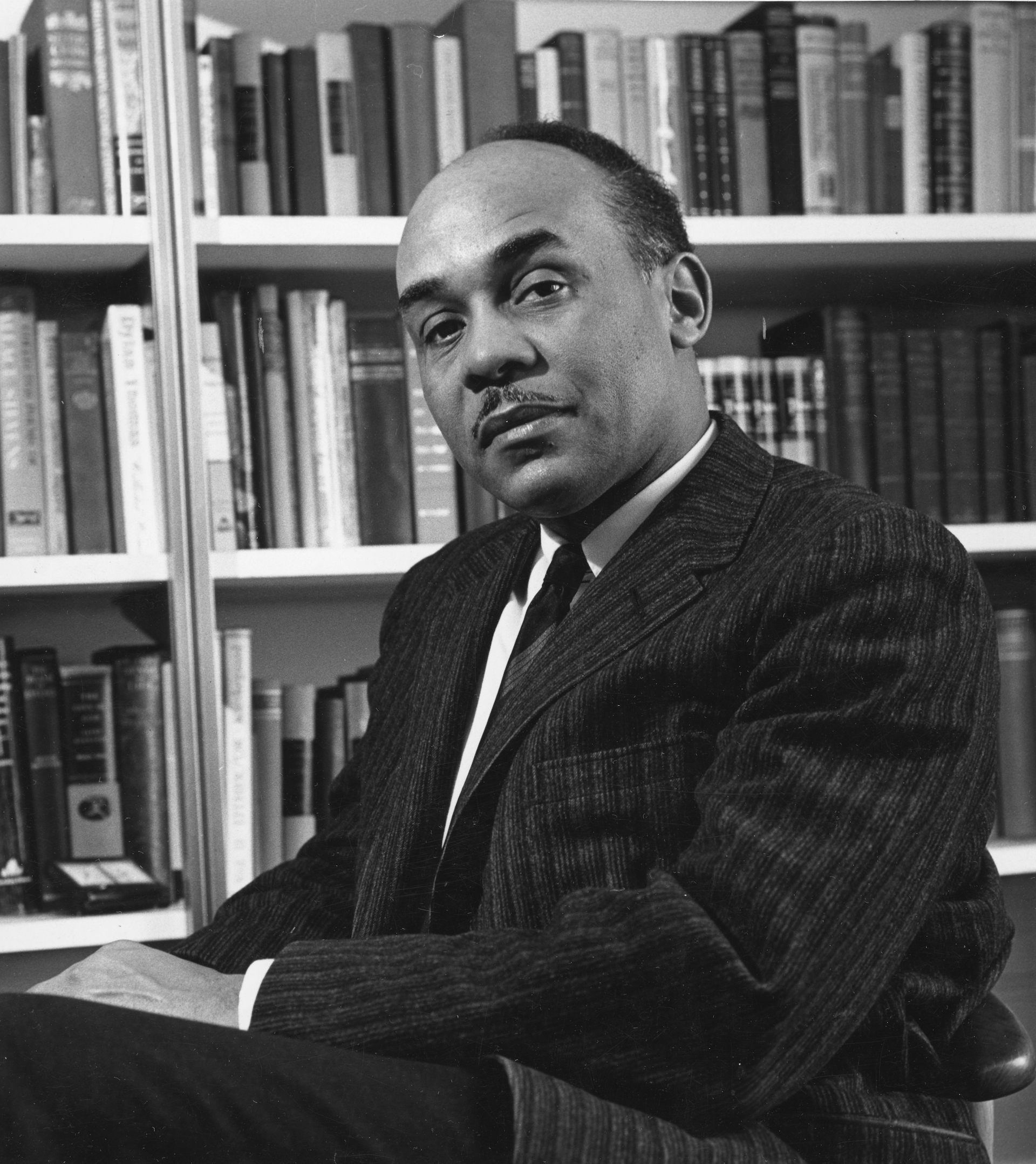
Ralph Ellison
(1914–1994)

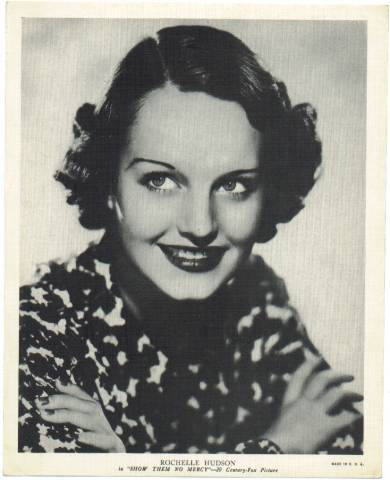
Rochelle Hudson
(1916–1972)

- A. S. Mike Monroney (1902–1980), Politiker
- Jimmy Rushing (1903–1972), Blues- und Jazzsänger und Liedtexter
- Richard Gaines (1904–1975), Schauspieler
- Kay Francis (1905–1968), Schauspielerin
- Gladys McConnell (1905–1979), Schauspielerin und Pilotin
- Lon Chaney junior (1906–1973), Theater-, Film- und Fernsehschauspieler
- Henry Bridges (1908–1986), Jazzmusiker
- Lem Johnson (1909–1989), Musiker
- Joseph Patterson (1912–1939), Hürdenläufer
- Louise Currie (1913–2013), Schauspielerin
- Ralph Ellison (1914–1994), Autor
- Eugene Nida (1914–2011), Linguist und Bibelübersetzungstheoretiker
- Billy Tipton (1914–1989), Jazzpianist und -saxophonist; wurde als Dorothy Lucille Tipton geboren
- Merl Lindsay (1915–1965), Country-Musiker
- Rochelle Hudson (1916–1972), Schauspielerin
- Russell Wade (1917–2006), Schauspieler
- Billy Wallace (1917–1978), Country- und Rockabilly-Musiker sowie Komponist
- Jack Coe (1918–1956), Pfingstpastor und Heilungsevangelist
- Bernard Anderson (1919–1997), Jazztrompeter
- Leon O. Morgan (1919–2002), Chemiker und Mitentdecker von Americium
- James J. Kilpatrick (1920–2010), Journalist, Kolumnist und Linguist für Syntaxtheorie
- Don Lamond (1920–2003), Jazz-Schlagzeuger

#### 1921–1930

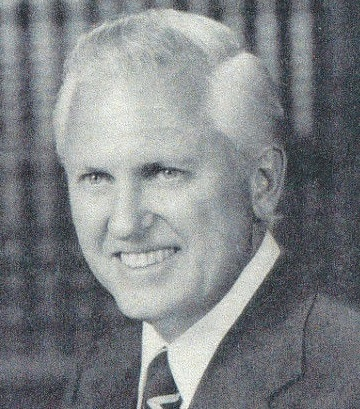
David Hall
(1930–2016)

- Wardell Gray (1921–1955), Tenorsaxophonist
- Wann Langston, Jr. (1921–2013), Wirbeltier-Paläontologe
- Basil Spears (1921–2004), Musikerin
- Mary Dean (1922–1995), Sängerin, Liedtexterin und Filmschauspielerin
- Louise Brough (1923–2014), Tennisspielerin
- Ozzie Cadena (1924–2008), Musikproduzent
- Robert Glasgow (1925–2008), Organist und Musikpädagoge
- Billy M. Minter (1926–2005), General der United States Air Force
- James Vernon Smith (1926–1973), Politiker
- Ross Thomas (1926–1995), Schriftsteller
- Dupree Bolton (1929–1993), Trompeter
- Jimmy Reece (1929–1958), Autorennfahrer
- David Hall (1930–2016), Politiker

#### 1931–1950

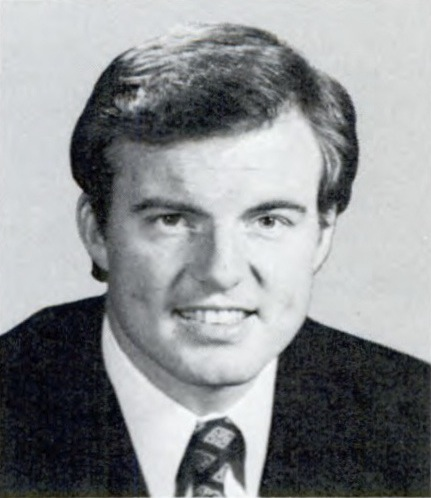
Jim Guy Tucker
(1943–2025)

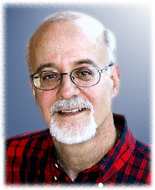
Ronald Fagin
(* 1945)

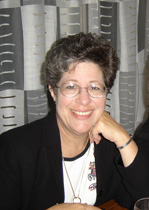
Karen Wynn Fonstad
(1945–2005)

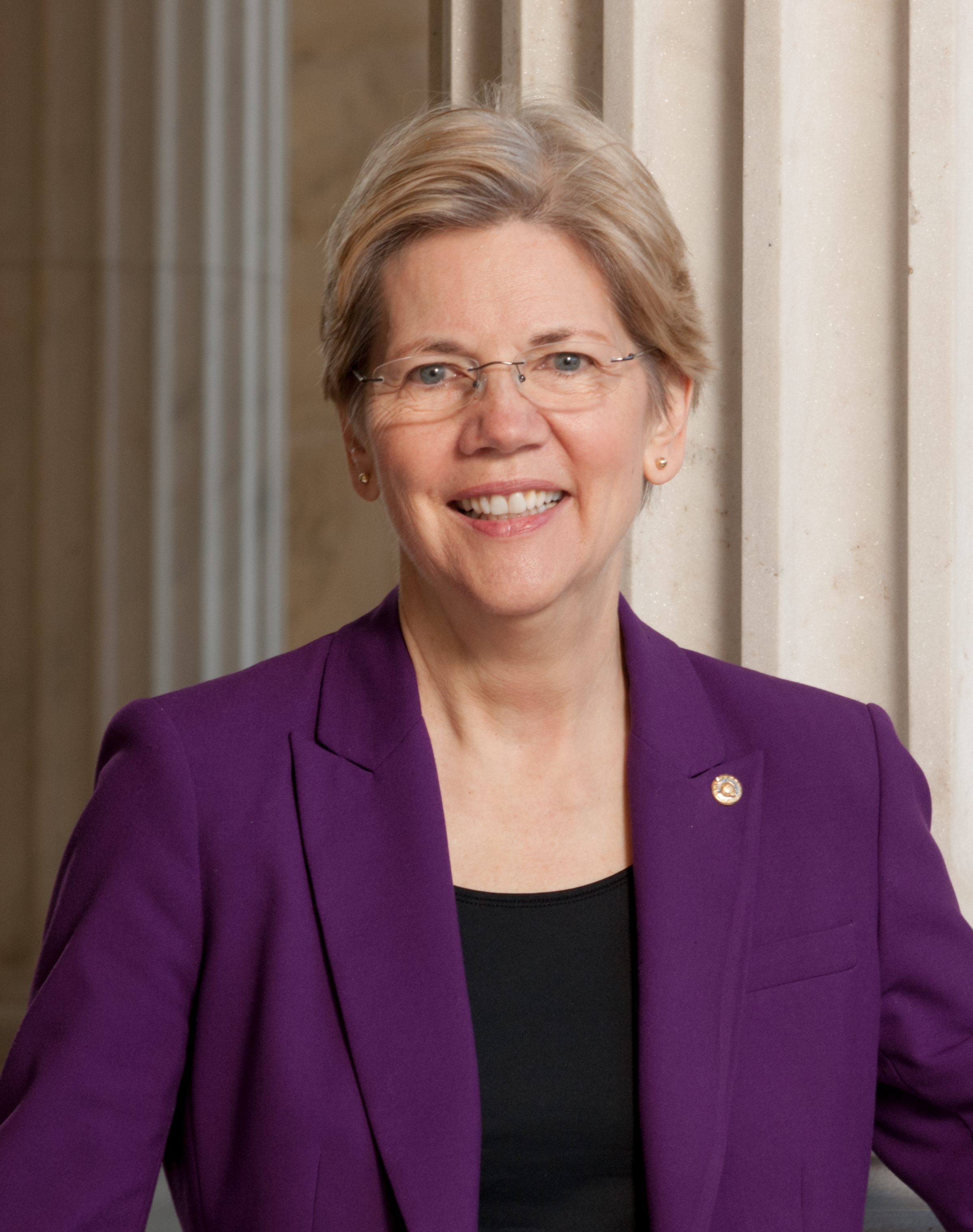
Elizabeth Warren
(* 1949)

- Kenneth H. Cooper (* 1931), Sportmediziner, Entwickler des Cooper-Tests
- Ronnie Claire Edwards (1933–2016), Schauspielerin
- Earl Grant (1933–1970), Sänger, Pianist und Organist
- Lou Antonio (* 1934), Schauspieler und Regisseur[1]
- Jimmy Nolen (1934–1983), Blues-Gitarrist
- Robert Fate Bealmear (* 1935), Schriftsteller und Erfinder
- Dick Howard (1935–1967), Hürdenläufer
- Barry McGuire (* 1935), Folkrock-Sänger und -Gitarrist
- Louie Spears (* 1935), Jazzbassist
- Don Cherry (1936–1995), Musiker
- Mike Farmer (* 1936), Basketballspieler[2]
- James Hampton (1936–2021), Schauspieler, Fernsehregisseur und Drehbuchautor
- Robert Stong (1936–2008), Mathematiker
- Gray Frederickson (1937–2022), Filmproduzent
- Tommy Overstreet (1937–2015), Country-Sänger
- J. J. Cale (1938–2013), Musiker und Komponist
- Neal F. Lane (* 1938), Physiker
- Molly Bee (1939–2009), Country-Sängerin
- Sperry Rademaker (1939–2005), Kanutin[3]
- Cornell Green (* 1940), American-Football-Spieler
- Roy Woods (1940–2004), Autorennfahrer
- Wayne Baughman (1941–2022), Ringer
- Henson Cargill (1941–2007), Country-Sänger
- Jackson DeGovia (* 1941), Filmarchitekt
- Marcia Jones Smoke (* 1941), Kanutin
- Chelcie Ross (* 1942), Schauspieler
- Pamela Tiffin (1942–2020), Schauspielerin
- Joe Haldeman (* 1943), Science-Fiction-Autor
- John Langley (1943–2021), Film- und Fernsehregisseur und -produzent
- Jim Guy Tucker (1943–2025), Politiker
- Ed Caruthers (* 1945), Hochspringer
- Ronald Fagin (* 1945), Informatiker
- Karen Wynn Fonstad (1945–2005), Schriftstellerin und Kartografin
- John P. Dulaney (* 1946), Schauspieler
- Ted Shackelford (* 1946), Schauspieler
- Johnny Bench (* 1947), Baseballspieler
- Stephen Harrigan (* 1948), Schriftsteller, Journalist und Drehbuchautor
- Elizabeth Warren (* 1949), Juristin und Politikerin
- Ken Wilber (* 1949), Autor
- Michael Been (1950–2010), Rockmusiker, Sänger, Songwriter, Bassist, Musikproduzent und Schauspieler

#### 1951–1970
- James Herndon (* 1952), Medienpsychologe
- Kent Massey (* 1952), Segler
- Chris Merritt (* 1952), Opernsänger

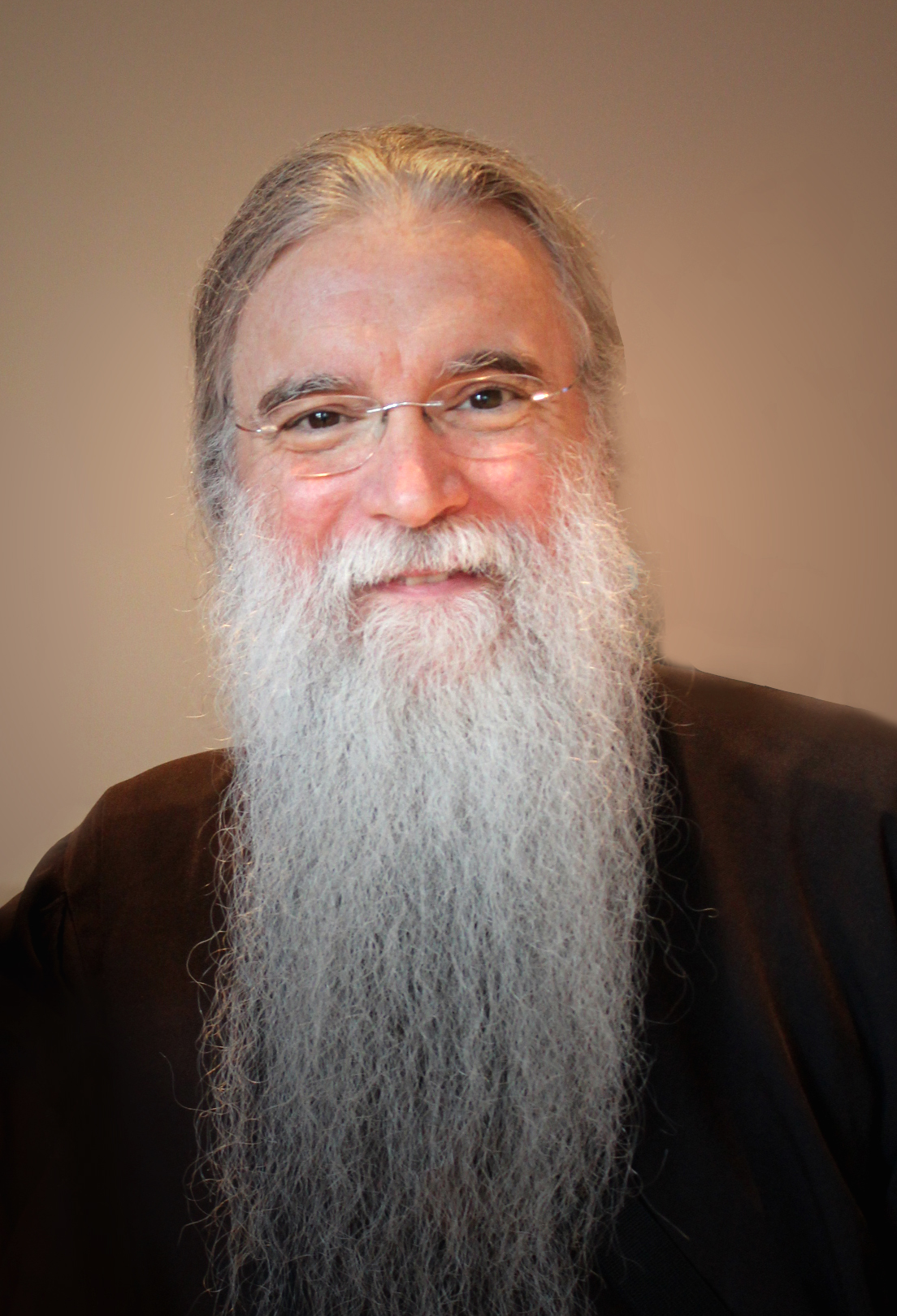
John Michael Talbot
(* 1954)

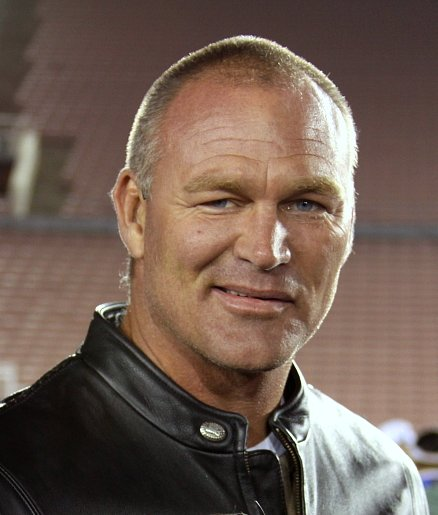
Brian Bosworth
(* 1965)

- Chuck Dunlap (* 1954 oder 1955), Country- und Folkmusiker
- Greg Jacobs (* 1954), Country- und Folkmusiker
- Neal Schon (* 1954), Gitarrist
- John Michael Talbot (* 1954), römisch-katholischer Mönch, Liedermacher und Gitarrist
- Thomas K. Hubbard (* 1956), Philologe
- Bradley J. Anderson (1957–2000), Kostümbildner
- Dan Hampton (* 1957), American-Football-Spieler
- Mark Holton (* 1958), Schauspieler
- Bob Tway (* 1959), Profigolfer
- Randall Stephenson (* 1960), Unternehmer
- Mickey Lee Tettleton (* 1960), MLB-Baseballspieler[4]
- Antoine Carr (* 1961), Basketballspieler
- Lauren Lane (* 1961), Fernseh- und Theaterschauspielerin
- Suzy Amis (* 1962), Filmschauspielerin und Fotomodell
- Dan Fagin (* 1963), Journalist, Schriftsteller und Journalismus-Dozent
- Steve Russell (* 1963), Politiker und Vertreter von Oklahoma im US-Repräsentantenhaus
- Brian Bosworth (* 1965), American-Football-Spieler und Schauspieler
- Brandt Jobe (* 1965), Profigolfer
- John Smith (* 1965), Ringer
- Tisha Campbell (* 1968), Schauspielerin
- Anthony Shadid (1968–2012), Journalist
- Tod Long (* 1970), Sprinter

#### 1971–2000
- Lutricia McNeal (* 1973), Sängerin
- C. B. Hudson (* 1974), Musiker

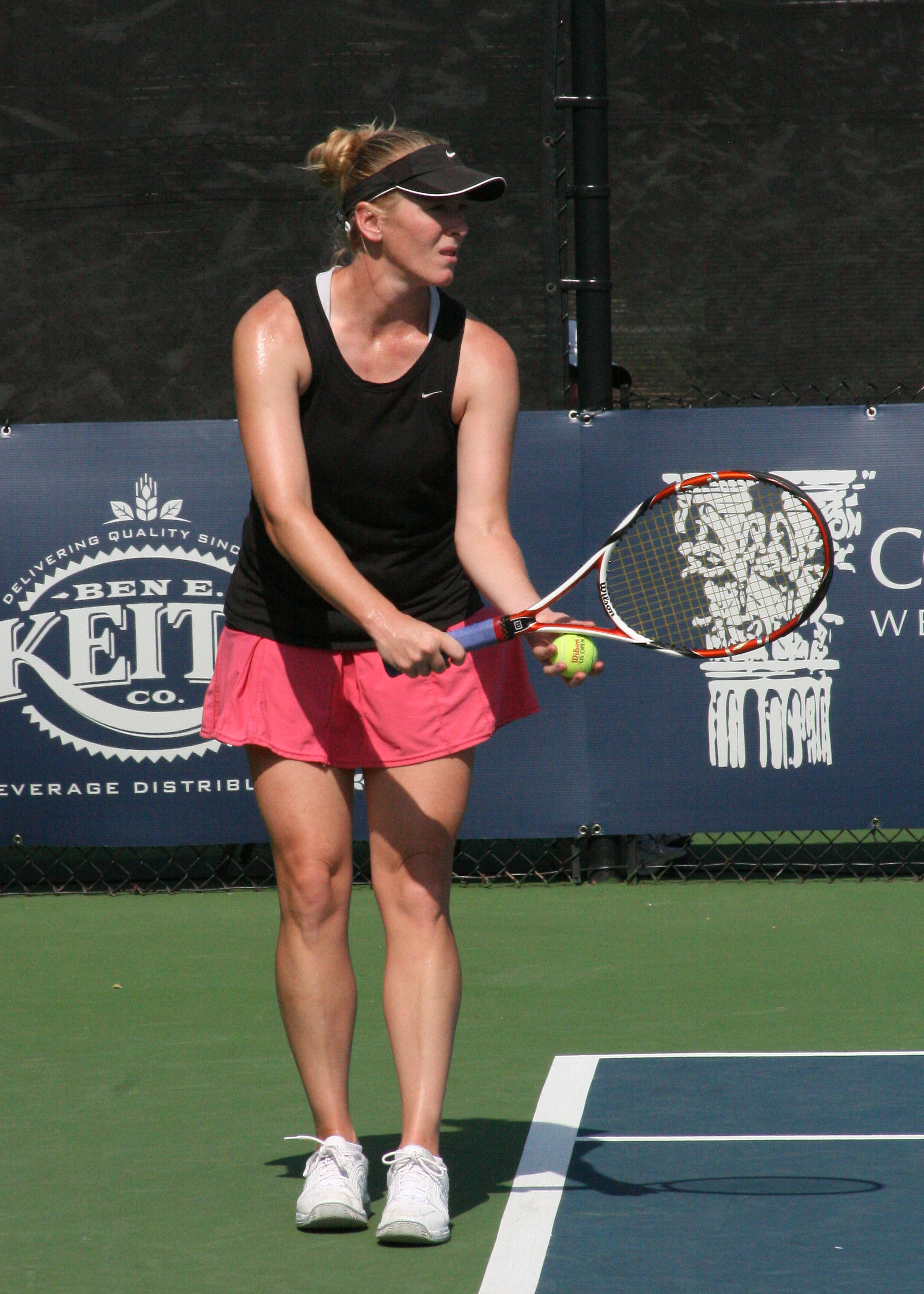
Lindsay Lee-Waters
(* 1977)

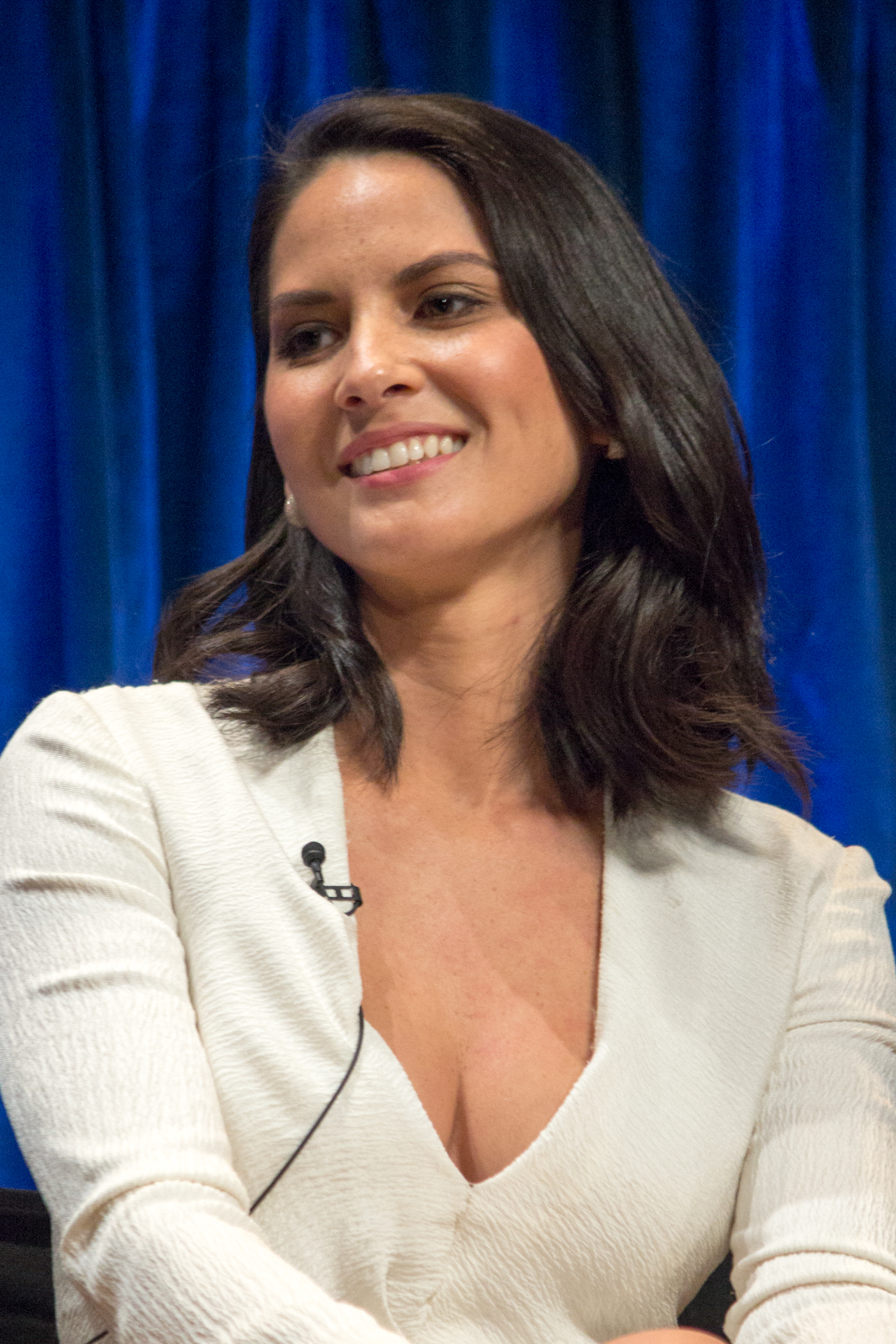
Olivia Munn
(* 1980)

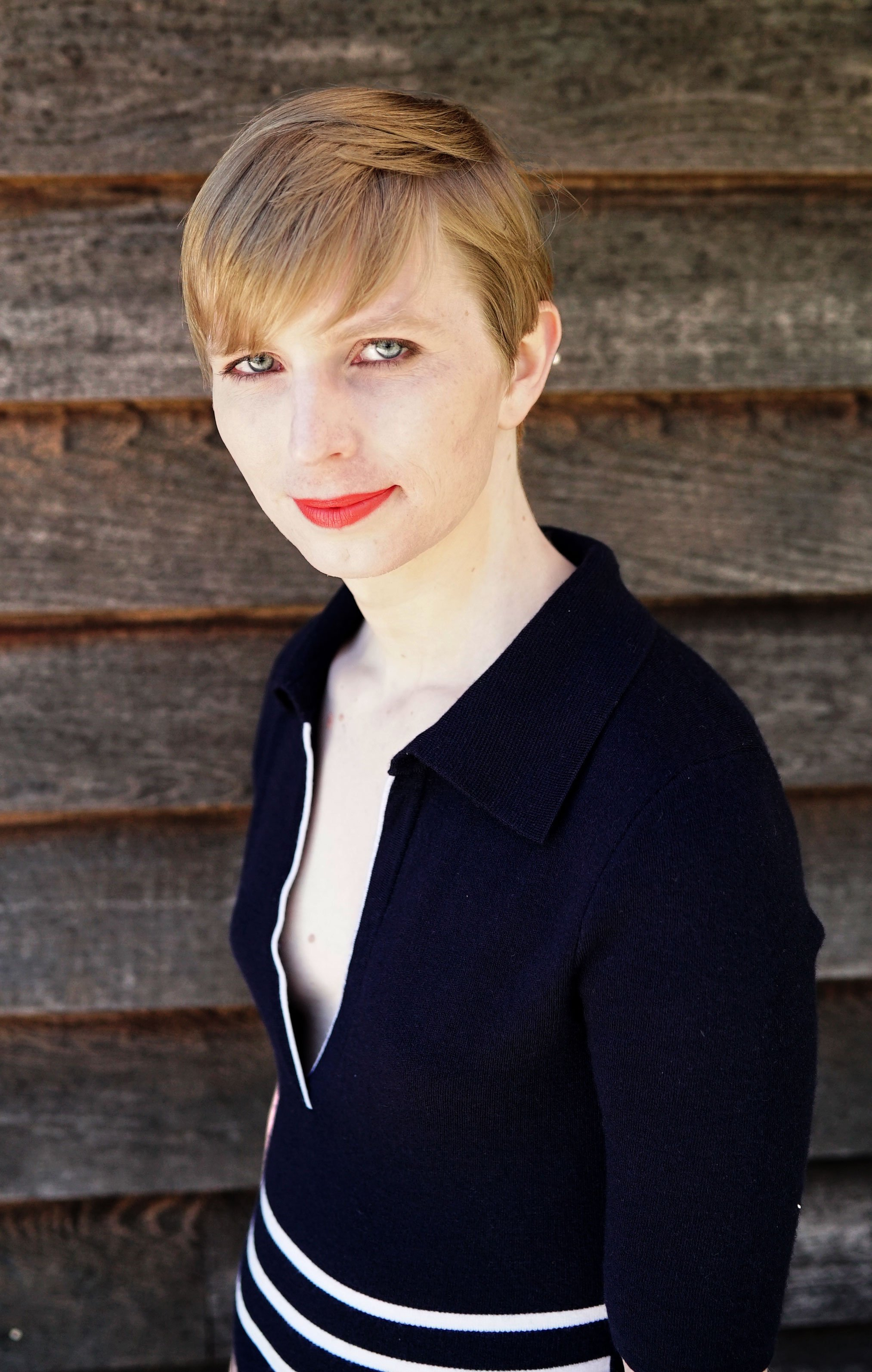
Chelsea Manning
(* 1987)

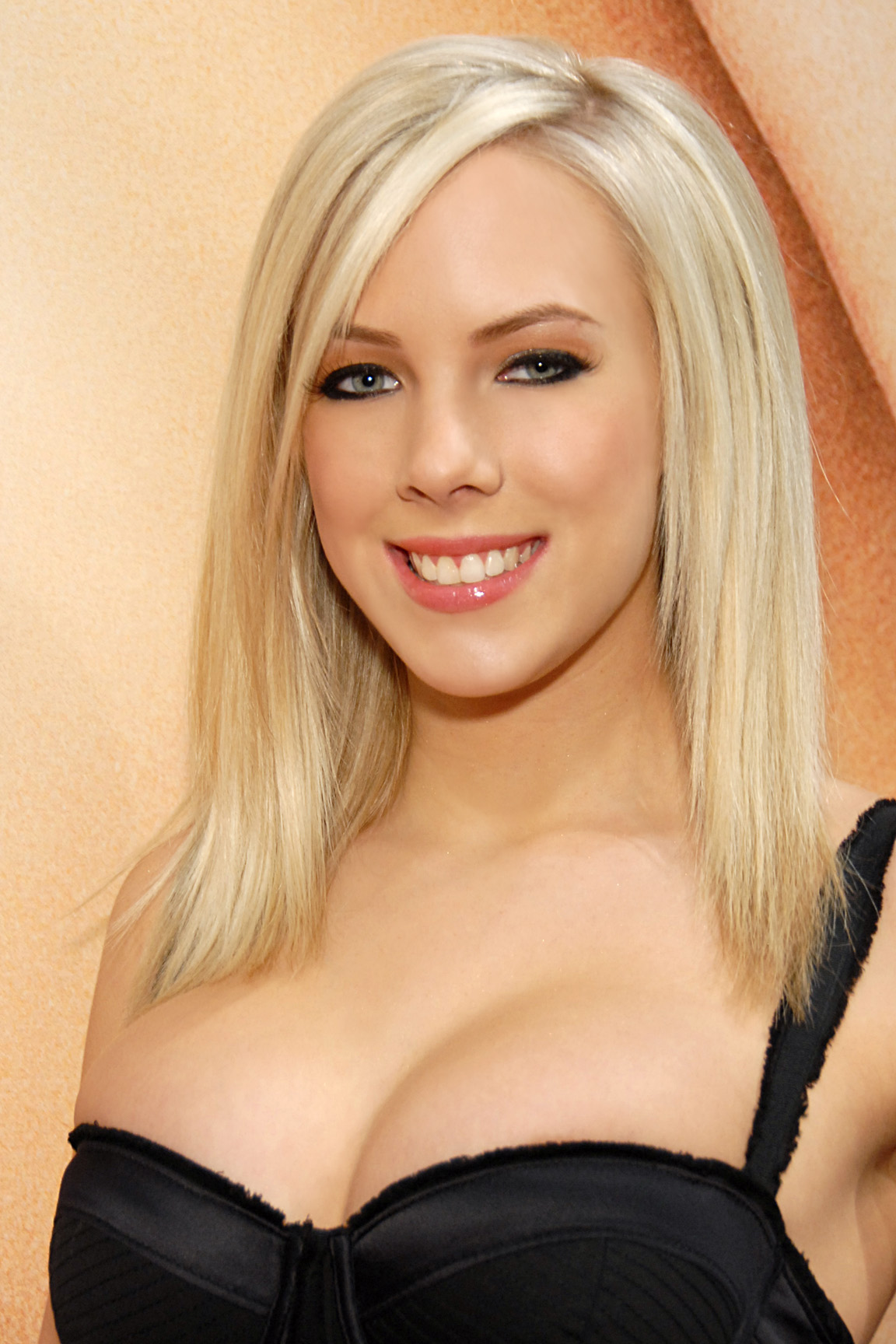
BiBi Jones
(* 1991)

- Betty Lennox (* 1976), Basketballspielerin
- Jerry Azumah (* 1977), American-Football-Spieler
- Lindsay Lee-Waters (* 1977), Tennisspielerin
- Heather Wahlquist (* 1977), Schauspielerin
- Tyler Arnason (* 1979), kanadisch-US-amerikanischer Eishockeyspieler
- Jimmy Walker (* 1979), Profigolfer
- Olivia Munn (* 1980), Fernsehmoderatorin und Schauspielerin
- Philip Salyer (* 1981), Fußballspieler
- Wes Welker (* 1981), American-Football-Spieler
- Nicholas Monroe (* 1982), Tennisspieler
- Matt Brewer (* 1983), Jazzmusiker
- Shelden Williams (* 1983), Basketballspieler
- Candice Dupree (* 1984), Basketballspielerin
- Audra Mae (* 1984), Singer-Songwriterin
- Tatyana Fazlalizadeh (* 1985), Malerin, Streetart-Künstlerin und Illustratorin
- J. R. Giddens (* 1985), Basketballspieler
- David Godbold (* 1985), Basketballspieler
- Anthony Smith (* 1986), Basketballspieler
- Laura Spencer (* 1986), Schauspielerin
- Sam Bradford (* 1987), American-Football-Spieler
- Chelsea Manning (* 1987), Whistleblowerin
- Dan Bailey (* 1988), American-Football-Spieler
- Gerald McCoy (* 1988), American-Football-Spieler
- Blake Griffin (* 1989), Basketballspieler
- Gil Roberts (* 1989), Sprinter
- BiBi Jones (* 1991), Pornodarstellerin[5]
- Cale Simmons (* 1991), Stabhochspringer
- Whitney Wright (* 1991), Pornodarstellerin
- Lexi Ainsworth (* 1992), Schauspielerin
- Jon Merrill (* 1992), Eishockeyspieler
- Sterling Shepard (* 1993), American-Football-Spieler
- Noah Crawford (* 1994), Schauspieler und Sänger
- Izaiah Jennings (* 1998), Fußballspieler
- C. J. Valleroy (* 1999), Schauspieler
- Mason Cook (* 2000), Schauspieler

### 21. Jahrhundert
- Darci Lynne Farmer (* 2004), Bauchrednerin und Sängerin

## Berühmte Einwohner von Oklahoma City

### 19. Jahrhundert
- Jack C. Walton (1881–1949), Politiker; von 1919 bis 1923 Bürgermeister von Oklahoma City
- Cattle Annie oder auch Anna Emmaline McDoulet Roach (1882–1978), Banditin
- Thomas Braniff (1883–1954), Mitbegründer der Braniff-Airline
- Paul Braniff (1897–1954), Mitbegründer der Braniff-Airline

### 20. Jahrhundert

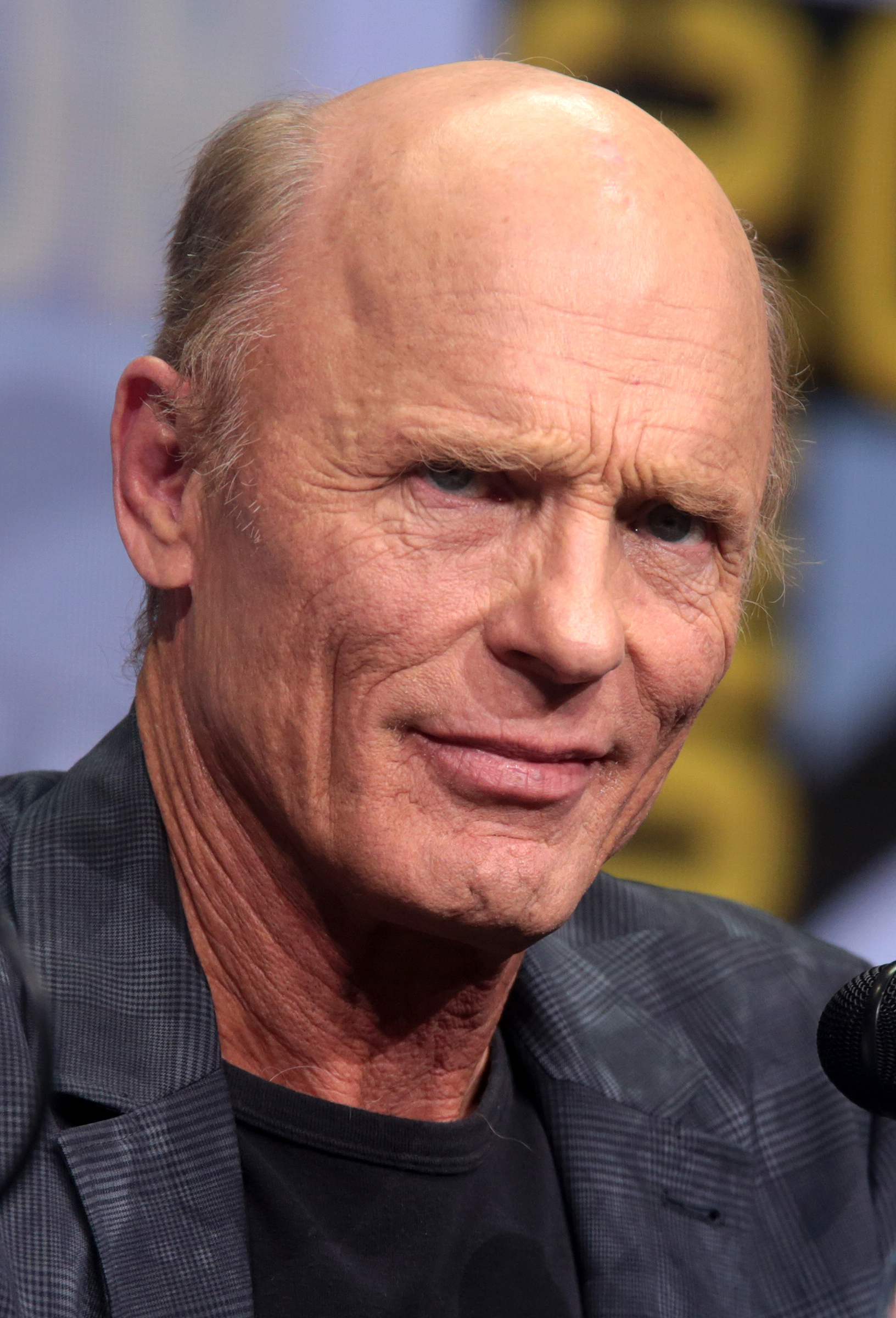
Ed Harris
(* 1950)

- Walter Cronkite (1916–2009), CBS-Chefnachrichtensprecher
- Charles Salatka (1918–2003), römisch-katholischer Erzbischof von Oklahoma City
- William J. Crowe junior (1925–2007), Admiral, Vorsitzender des Joint Chiefs of Staff
- Gordon Cooper (1927–2004), Astronaut
- Miguel Terekhov (1928–2012), Balletttänzer
- Yvonne Chouteau (1929–2016), Ballerina
- Owen K. Garriott (1930–2019), Astronaut
- William R. Pogue (1930–2014), Astronaut
- Tom Stafford (1930–2024), Astronaut
- Eusebius Joseph Beltran (* 1934), römisch-katholischer Erzbischof von Oklahoma City
- Frank Keating (* 1944), Politiker, ehemaliger Gouverneur Oklahomas
- Ed Harris (* 1950), Schauspieler
- Alvan Adams (* 1954), Basketballspieler
- Mary Fallin (* 1954), Gouverneurin Oklahomas und frühere Kongressabgeordnete
- Paul Stagg Coakley (* 1955), römisch-katholischer Erzbischof von Oklahoma City
- John Bennett Herrington (* 1958), Astronaut
- „Dr. Death“ Steve Williams (1960–2009), Wrestler